# In Old Kentucky (1909)
In Old Kentucky is een Amerikaanse stomme en korte film uit 1909 onder regie van D.W. Griffith. De film is gebaseerd op een toneelstuk van Charles T. Dazey.

## Verhaal
De gebroeders George en Robert vechten tegen elkaar tijdens de Amerikaanse Burgeroorlog. Dit leidt tot vele conflicten. Als George uiteindelijk Roberts leven redt, wordt het al helemaal verwarrend voor de twee.

## Rolverdeling
| Acteur             | Personage         |
| ------------------ | ----------------- |
| Verner Clarges     | Meneer Wilkinson  |
| Kate Bruce         | Mevrouw Wilkinson |
| Henry B. Walthall  | Robert            |
| Owen Moore         | George            |
| Linda Arvidson     | Gast op Feest     |
| William J. Butler  | Aide              |
| John R. Cumpson    | Dienaar           |
| Robert Harron      | Extra             |
| James Kirkwood     | Gast op Feest     |
| George Nichols     | Gast op Feest     |
| Anthony O'Sullivan | Gast op Feest     |
| Mary Pickford      | Gast op Feest     |
| Frank Powell       | Soldaat           |
| Gertrude Robinson  | Gast op Feest     |
| Mack Sennett       | Union Centry      |
| George Siegmann    | Soldaat           |